# Paiste

Paistes logotyp

Paiste (uttalas "paj-sti") är en tillverkare av cymbaler. "Paiste" är ett estniskt/finskt ord som betyder "lyster".